# Задерецкий, Дмитрий Вадимович
Дмитрий Вадимович Задерецкий (укр. Дмитро Вадимович Задерецький; 3 августа 1994, Чернигов, Украина) — украинский футболист, полузащитник.

## Карьера
Воспитанник «Десны», УФК (Харьков) и «ЛКТ-Славутич». Летом 2012 года попал в «Волынь», где на протяжении первого сезона выступал в основном за молодёжную команду. Дебютировал в составе луцкого клуба в Премьер лиге 14 июля 2013 года в возрасте 18 лет в игре против киевского «Динамо», выйдя на замену на 39 минуте матча вместо Алексея Бабыря. В четвёртом туре отыграл полный матч против «Днепра», показав качественную игру. В августе 2015 года перешёл на правах аренды до конца сезона в «Десну».

## Карьера в сборной
В январе 2015 года получил вызов в молодёжную сборную Украины. Принял участие в турнире «Antalya Cup», который сборная выиграла. 28 января 2015 года сыграл в товарищеском матче с командой Узбекистана U-20 (2:0), забил гол.